# Liste der Bodendenkmale in Cuxhaven
In der Liste der Bodendenkmale in Cuxhaven sind die Bodendenkmale der niedersächsischen Gemeinde Cuxhaven aufgeführt. Die Quelle ist der Denkmalatlas Niedersachsen.
- Bitte beachten Sie, dass diese Liste keinen Anspruch auf Vollständigkeit erhebt.
- Die Angaben ersetzen nicht die rechtsverbindliche Auskunft der zuständigen Denkmalschutzbehörde.
- Es sind nur Daten aus dem Denkmalatlas verarbeitet.
- Der Stand der Liste ist der 6. Mai 2025.

Cuxhaven im Landkreis Cuxhaven

## Allgemein
In den Spalten finden sich folgende Informationen des Bodendenkmales:
| Lage         | geographische Koordinaten                                                           |
| Bezeichnung  | Bezeichnung lt. Denkmalatlas                                                        |
| Beschreibung | Beschreibung lt. Denkmalatlas                                                       |
| ID           | Objekt-ID                                                                           |
| Bild         | Bild, ggf. zusätzlich mit Link zu weiteren Fotos im Medienarchiv Wikimedia Commons. |

## Altenbruch
| Lage                       | Bezeichnung          | Beschreibung | ID       | Bild |
| -------------------------- | -------------------- | --- | -------- | ---- |
| 53° 49′ 47″ N, 8° 41′ 6″ O | Altenbruch 10, Deich | Länge 4200 m, Basisbreite 6 bis 7 m und Höhe im Süden 0,80 m, im nördlichen Teil lediglich 0,5 m. Begann an der Straße „Am Altenwalder Bahnhof“ an Gemarkungsgrenze zu Franzenburg. Auf den ersten 250 m noch auf der Preußischen Landesaufnahmekarte verzeichnet, heute im Gelände aber nicht mehr erkennbar. Der noch sichtbare Deichverlauf beginnt nördlich der Bahnlinie. Die Deichlinie verläuft dann 1950 m in Richtung NNO. Danach biegt sie in Richtung Osten ab und endet nach 1900 m am südlichen Ortsrand von Groden. Über weite Strecken noch als flacher Damm im Gelände sichtbar, der beidseitig von Gräben begleitet wird. An einigen Stellen ist die Deichlinie durch Straßenverläufe und die Bahnlinie sowie einige bebaute Areale unterbrochen. - Teilstück ID: 47584534 | 28904742 | BW   |

## Altenwalde
| Lage                        | Bezeichnung                    | Beschreibung | ID       | Bild |
| --------------------------- | ------------------------------ | --- | -------- | ---- |
| 53° 49′ 23″ N, 8° 39′ 37″ O | Altenwalde 1, Altenwalder Burg | Besteht aus Wallviereck von etwa 100 m × 60 m Ausdehnung. Wälle noch mehr als 1,5 m hoch und eine Basisbreite von 14 – 16 m, sind jedoch stark gestört durch Schützengräben und andere militärische Stellungen, die während des 2. Weltkriegs angelegt wurden. Störungen auch im Innenraum vorhanden. | 28929646 | BW   |
| 53° 49′ 34″ N, 8° 37′ 32″ O | Altenwalde 5, Landwehr         | Verläuft über eine Länge von 1.700 m von Ostsüdost nach Westnordwest über den Geestrücken Hohe Lieth. Breite etwa 10 m und Höhe 1 m. Lediglich am westlichen Ende des Wallverlaufs wird nur eine Breite von 6 m und eine Höhe von 0,60 m erreicht. An mehreren Stellen ist der Verlauf durch Wegeführungen und Durchlässe unterbrochen, die überwiegend auf die frühere Nutzung des Areals als Truppenübungsplatz zurückzuführen sind. (Steffens 9/2019). | 28959980 | BW   |
| 53° 49′ 34″ N, 8° 40′ 26″ O | Altenwalde 62, Ringwall        | In den Laserscandaten eine kreisrunde, ringwallartige Struktur erkennbar, Durchmesser 40 m. Wälle sind stark verflacht und erreichen an den höchsten Stellen nur 20 bis 30 cm. Der Innenbereich zeigt eine leichte Erhöhung von maximal 40 cm. Im Westen ein noch etwa 10 cm höherer Bereich, der den Ringwall teilweise überschneidet. | 47450899 | BW   |

### Gudendorf
| Lage                        | Bezeichnung             | Beschreibung | ID       | Bild |
| --------------------------- | ----------------------- | --- | -------- | ---- |
| 53° 48′ 21″ N, 8° 40′ 5″ O  | Gudendorf 2, Grabhügel  | Durchmesser ca. 20 m und Höhe ca. 1,6 m. Gesamter zentrale Bereich sowie die Südseite durch Abgrabungen komplett zerstört. Starke Störungen durch Abgrabungen auch an der Nordwestseite. 1886 wurde ein Steinpackungsgrab im Hügelzentrum aufgedeckt. Nachbestattungen fanden sich im Hügelmantel. Der Grabhügel kann in die Bronzezeit, mit Nachbestattungen der Vorrömischen Eisenzeit und Römischen Kaiserzeit, datiert werden. | 28904124 | BW   |
| 53° 48′ 16″ N, 8° 40′ 26″ O | Gudendorf 3, Grabhügel  | Durchmesser ca. 14 m und Höhe ca. 1,5 m. Zahlreiche ältere Störungen erkennbar. An der Nord-Seite scheint der Hügelfuß bereits leicht angepflügt zu sein. | 28904227 | BW   |
| 53° 47′ 41″ N, 8° 40′ 10″ O | Gudendorf 6, Grabhügel  | Durchmesser ca. 22 m und Höhe ca. 2,5 m. Auf der Kuppe eine Eintiefung. | 28904355 | BW   |
| 53° 47′ 43″ N, 8° 40′ 15″ O | Gudendorf 7, Grabhügel  | Durchmesser ca. 22 m und Höhe ca. 2 m. Spuren zahlreicher alter Eingrabungen erkennbar. Am östlichen Rand ein Kriegerdenkmal. | 28904354 | BW   |
| 53° 47′ 18″ N, 8° 40′ 28″ O | Gudendorf 11, Grabhügel | Durchmesser ca. 14,5 m und Höhe ca. 1,5 m. Keine Eingrabungen erkennbar, Randbereiche durch landwirtschaftliche Nutzung erheblich beschädigt. In der Nordost-Ecke mehrere große Steine. | 28904357 | BW   |
| 53° 47′ 19″ N, 8° 40′ 32″ O | Gudendorf 12, Grabhügel | Durchmesser ca. 17,5 m und Höhe ca. 2,3 m. Keine Eingrabungen erkennbar. Durch landwirtschaftliche Nutzung ist der nördliche Hügelfuß gestört. | 28904358 | BW   |
| 53° 47′ 16″ N, 8° 40′ 33″ O | Gudendorf 13, Grabhügel | Durchmesser ca. 20 m und Höhe ca. 1,6 m. Randbereiche erheblich gestört, in der Mitte schwach erkennbare Störungen. Zahlreiche große Felssteine auf dem Randbereich abgeladen. | 28904359 | BW   |
| 53° 46′ 46″ N, 8° 41′ 9″ O  | Gudendorf 17, Grabhügel | Durchmesser ca. 30 m und Höhe ca. 2 m. Zahlreiche Störungen und Eingrabungen sichtbar. Insbesondere der östliche Rand durch Abgrabungen gestört. Im Norden scheint der Hügelfuß durch die landwirtschaftliche Nutzung der angrenzenden Fläche gestört worden zu sein. | 28903871 | BW   |

#### Gudendorf 34
- ID: 45237989
- Grabhügelfeld.

| Lage                       | Bezeichnung  | Beschreibung | ID       | Bild |
| -------------------------- | ------------ | --- | -------- | ---- |
| 53° 47′ 54″ N, 8° 40′ 4″ O | Gudendorf 34 | Durchmesser ca. 14 m und Höhe ca. 1 m. Im Zentrum eine ausgedehnte Eingrabung.                                                                     | 28904235 | BW   |
| 53° 47′ 54″ N, 8° 40′ 6″ O | Gudendorf 35 | Durchmesser ca. 12 m und Höhe ca. 1 m. Zahlreiche Eingrabungen (Schützengräben) im gesamten Bereich.                                               | 28904233 | BW   |
| 53° 47′ 53″ N, 8° 40′ 6″ O | Gudendorf 36 | Durchmesser ca. 16 m und Höhe ca. 1,5 m. Zahlreiche alte Eingrabungen (Schützengräben) im gesamten Bereich.                                        | 28904229 | BW   |
| 53° 47′ 53″ N, 8° 40′ 8″ O | Gudendorf 37 | Durchmesser ca. 8 m und Höhe ca. 1 m. Dm. 8 m, H. 1 m. Südlicher Rand scheint angegraben zu sein.                                                  | 28904239 | BW   |
| 53° 47′ 51″ N, 8° 40′ 2″ O | Gudendorf 39 | Durchmesser ca. 14 m und Höhe ca. 1 m. Gesamter Bereich stark durch Schützengräben und Geschützstellungen gestört. Nur noch kleine Reste erhalten. | 28904241 | BW   |

#### Gudendorf 60
- ID: 49766217
- Grabhügelfeld.

| Lage                        | Bezeichnung  | Beschreibung | ID       | Bild |
| --------------------------- | ------------ | --- | -------- | ---- |
| 53° 47′ 37″ N, 8° 39′ 53″ O | Gudendorf 60 | Durchmesser ca. 12 m und Höhe ca. 1,1 m. Auf der Kuppe flache Vertiefung erkennbar, die von einem Grabungstrichter stammt. Westlicher Rand angepflügt. | 49767894 | BW   |
| 53° 47′ 36″ N, 8° 39′ 53″ O | Gudendorf 61 | Durchmesser ca. 6 m und Höhe ca. 0,3 m. Nur noch schwach erkennbar.                                                                                    | 49768032 | BW   |
| 53° 47′ 36″ N, 8° 39′ 54″ O | Gudendorf 62 | Durchmesser ca. 7 m und Höhe ca. 0,4 m. | 49768246 | BW   |
| 53° 47′ 36″ N, 8° 39′ 53″ O | Gudendorf 63 | Durchmesser ca. 12 m und Höhe ca. 0,9 m. Nur noch die östliche Hälfte erhalten. Westhälfte durch Überpflügen eingeebnet.                               | 49768464 | BW   |
| 53° 47′ 35″ N, 8° 39′ 54″ O | Gudendorf 64 | Durchmesser ca. 17 m und Höhe ca. 1,2 m. Die Kuppe weist einen Grabungstrichter auf.                                                                   | 49768756 | BW   |
| 53° 47′ 34″ N, 8° 39′ 54″ O | Gudendorf 65 | Durchmesser ca. 17 m und Höhe ca. 1 m. Am südlichen Rand und besonders im nordöstlichen Bereich Spuren von Angrabungen erkennbar.                      | 49769044 | BW   |
| 53° 47′ 34″ N, 8° 39′ 50″ O | Gudendorf 66 | Durchmesser ca. 12 m und Höhe ca. 0,7 m. Von Ost nach West verläuft ein Trampelpfad.                                                                   | 49769254 | BW   |

### Franzenburg
| Lage                        | Bezeichnung                           | Beschreibung | ID       | Bild |
| --------------------------- | ------------------------------------- | --- | -------- | ---- |
| 53° 48′ 58″ N, 8° 40′ 31″ O | Franzenburg 2, Schanze                | Besteht aus Wallviereck mit 75 m × 80 m Seitenlänge. 15 m breiter Zugang im Osten. Breite des Walls an der Basis ca. 20 m und die Höhe ca. 3 m. Der Innenraum liegt mehr als 1 m höher als das umgebende Gelände. Spuren eines Grabens sind nicht mehr erkennbar.    | 28904106 | BW   |
| 53° 47′ 59″ N, 8° 39′ 39″ O | Franzenburg 3, Grabhügel (Lusbarg)    | Durchmesser ca. 20 m und Höhe ca. 1,5 m. Östlicher Rand durch benachbartes Grundstücks gestört. Nach Überlieferungen aus dem Dorf soll ein Dr. Wibel den Hügel untersucht haben und dabei einen, nicht mehr vorhandenen (verschollen), eisernen Topf gefunden haben. | 28904112 | BW   |
| 53° 47′ 33″ N, 8° 39′ 30″ O | Franzenburg 4, Grabhügel (Kallenberg) | Durchmesser ca. 19 m und Höhe ca. 2 m. Umgebende Ackerfläche reicht bis unmittelbar an den Hügelfuß. Auf der Kuppe eine alte, flache Eintiefung vorhanden. | 28904117 | BW   |

### Oxstedt
| Lage                        | Bezeichnung                           | Beschreibung | ID       | Bild |
| --------------------------- | ------------------------------------- | --- | -------- | ---- |
| 53° 47′ 57″ N, 8° 36′ 26″ O | Oxstedt 8, Grabhügel (Westerbrook I)  | Größe ca. 18 × 13 m und Höhe ca. 2 m. Auf der Kuppe eine große, flache Eintiefung.                                                                    | 28905248 | BW   |
| 53° 48′ 2″ N, 8° 36′ 21″ O  | Oxstedt 9, Grabhügel (Westerbrook II) | Durchmesser ca. 18 m und Höhe ca. 2 m. Liegt am Rand einer Weide. Westlicher Teil durch Viehtritt gestört. Östlicher Teil im Bereich einer Baumreihe. | 28905247 | BW   |

## Berensch-Arensch
| Lage                        | Bezeichnung                                          | Beschreibung | ID       | Bild |
| --------------------------- | ---------------------------------------------------- | --- | -------- | ---- |
| 53° 48′ 28″ N, 8° 35′ 11″ O | Berensch-Arensch 1, Grabhügel                        | Durchmesser ca. 22 m und Höhe ca. 2,4 m. Durch landwirtschaftliche Nutzung erheblich beschädigt. Die westliche Hälfte wurde vor 1929 bereits abgetragen. In der Mitte ein 3 × 5 m großer und 1 m tiefer Trichter, der gesamte Hügelfußbereich ist abgepflügt und es wurden zahlreiche größere Feldsteine deponiert. | 28904237 | BW   |
| 53° 48′ 29″ N, 8° 35′ 34″ O | Berensch-Arensch 2, Grabhügel                        | Durchmesser ca. 23 m und Höhe ca. 3 m. Ränder deutlich abgeflossen. Keine Eingrabungen und in einem guten Zustand. | 28903734 | BW   |
| 53° 48′ 30″ N, 8° 35′ 49″ O | Berensch-Arensch 3, Grabhügel                        | Durchmesser ca. 24 m und Höhe ca. 3 m. In der Mitte eine 0,5 m tiefe Eingrabung mit 3 m Durchmesser. Im Laufe von über 100 Jahren wurden immer wieder Scherben gefunden. In die jüngere Bronzezeit zu datieren mit Nachbestattungen der älteren Vorrömischen Eisenzeit.                                             | 28903742 | BW   |
| 53° 48′ 30″ N, 8° 35′ 54″ O | Berensch-Arensch 4, Grabhügel                        | Durchmesser ca. 19 m und Höhe ca. 2 m. Es sind keine Eingrabungen erkennbar. Südlicher Hügelfuß durch landwirtschaftliche Nutzung gefährdet. | 28903750 | BW   |
| 53° 48′ 31″ N, 8° 35′ 56″ O | Berensch-Arensch 5, Grabhügel                        | Durchmesser ca. 19 m und Höhe ca. 2,15 m. Im Süden und Osten zwei große Eingrabungen mit bis zu 5 m Durchmesser. | 28904377 | BW   |
| 53° 49′ 42″ N, 8° 35′ 25″ O | Berensch-Arensch 12, Grabhügel                       | Durchmesser ca. 19 m und Höhe ca. 1,5 m. Frühere Eingrabungen (Trichter) wurden neuzeitlich aufgefüllt. Randbereiche stark abgeflossen. Der Hügelaufbau besteht aus Heideplaggen. | 28905503 | BW   |
| 53° 48′ 42″ N, 8° 37′ 32″ O | Berensch-Arensch 19, Grabhügel (Kleiner Helmersberg) | Durchmesser ca. 23 m und Höhe ca. 2 m. Verschiedene kleinere Eintiefungen erkennbar. In der Vergangenheit entstandene größere Störungen durch militärische Aktivitäten wurden inzwischen beseitigt und sind nicht mehr sichtbar.                                                                                    | 28903733 | BW   |
| 53° 48′ 58″ N, 8° 37′ 28″ O | Berensch-Arensch 20, Grabhügel (Großer Helmersberg)  | Durchmesser ca. 32 m und Höhe ca. 2,5 m. Zum Schutz vor weidendem Vieh von hölzernen Zaun umgeben. Störungen durch frühere militärische Nutzung wurden beseitigt. | 28903735 | BW   |
| 53° 49′ 8″ N, 8° 37′ 23″ O  | Berensch-Arensch 33, Grabhügel                       | Durchmesser ca. 18 m und Höhe ca. 1 m. Anders als in der Literatur angegeben, noch als flache Erhöhung im Gelände sichtbar. An östlicher Seite verlaufen ein Wall und ein Weg, durch die der Rand gestört wurde. Auf der Kuppe eine flache Eintiefung mit 1 m Durchmesser sichtbar.                                 | 28903745 | BW   |
| 53° 49′ 16″ N, 8° 36′ 56″ O | Berensch-Arensch 34, Grabhügel                       | Durchmesser ca. 9 m und Höhe ca. 0,8 m. | 28903746 | BW   |
| 53° 49′ 40″ N, 8° 36′ 49″ O | Berensch-Arensch 36, Grabhügel (Klütenberg)          | Durchmesser ca. 18 m und Höhe ca. 2,2 m. Schäden durch die militärische Nutzung des Geländes sind nicht mehr klar erkennbar. | 28903748 | BW   |
| 53° 48′ 32″ N, 8° 36′ 17″ O | Berensch-Arensch 52, Grabhügel                       | Durchmesser ca. 8 m und Höhe ca. 0,8 m. Keine Eingrabungen erkennbar, Oberfläche durchfurcht. Durch den vorbeiführenden Weg am nördlichen Rand leicht angeschnitten. | 28904481 | BW   |
| 53° 48′ 31″ N, 8° 36′ 16″ O | Berensch-Arensch 53, Grabhügel                       | Durchmesser ca. 10 m und Höhe ca. 1,2 m. Dezentral eine tiefgründige Störung durch einen alten Geschützstand (Betonring). | 28904485 | BW   |
| 53° 48′ 31″ N, 8° 36′ 13″ O | Berensch-Arensch 54, Grabhügel                       | Durchmesser ca. 10 m und Höhe ca. 1,2 m. In der Mitte eine große tiefe Störung, außerdem zahlreiche militärische Nutzungsspuren erkennbar. | 28904236 | BW   |
| 53° 49′ 35″ N, 8° 33′ 57″ O | Berensch-Arensch 83, Deich                           | Die Ausmaße sind über seinen gesamten Verlauf weitgehend einheitlich. Die Basisbreite beträgt etwa 12 – 14 m und die Höhe 1,0 – 1,2 m. - Teilstück ID: 47586631 | 34386789 | BW   |
| 53° 50′ 10″ N, 8° 37′ 17″ O | Berensch-Arensch 96, Grabhügel                       | Durchmesser ca. 22 m und Höhe ca. 2 m. In den Laserscandaten ist am nördlichen, nordwestlichen und westlichen Rand eine umlaufende Rille erkennbar, die durch Steinsucher verursacht worden sein könnte. | 49766083 | BW   |

## Cuxhaven
| Lage                        | Bezeichnung                    | Beschreibung | ID       | Bild           |
| --------------------------- | ------------------------------ | --- | -------- | -------------- |
| 53° 51′ 26″ N, 8° 41′ 51″ O | Cuxhaven 1, Schloß Ritzebüttel | Im Süden, Osten und Westen von 5 bis 6 m hohen und 25 m breiten Wall umgeben, dem der 18 m breite, innere Schlossgraben vorgelagert ist. Der äußere Schlossgraben hat eine Breite von 10 m. Die Gesamtanlage hat eine Ausdehnung von 250 × 200 m. | 28904495 | Weitere Bilder |
| 53° 51′ 7″ N, 8° 44′ 22″ O  | Cuxhaven 12, Deich             | Gesamtlänge innerhalb der Gemarkung Cuxhaven beträgt 5.800 m. Er stellt die Fortsetzung des aus der Gemarkung Döse kommenden Deiches dar und setzt sich in der Gemarkung Groden fort. Von der Döser Gemarkungsgrenze bis etwa in Höhe des Lotsengangs folgt der moderne Deich über ca. 400 m dem alten Deichverlauf von 1730. Hier ist mit der partiellen Erhaltung des alten Deichkörpers unter dem modernen Deich zu rechnen. Auf den folgenden 260 m des alten Deichverlaufs ist der Deichkörper restlos verschwunden. Ein letzter kurzer Deichrest von ca. 50 m Länge trifft danach auf den Deich westl. des Schleusenpriels. | 47483480 | BW             |

## Duhnen
| Lage                        | Bezeichnung                              | Beschreibung | ID       | Bild |
| --------------------------- | ---------------------------------------- | --- | -------- | ---- |
| 53° 52′ 30″ N, 8° 37′ 13″ O | Duhnen 1, Ringwallanlage „Judenkirchhof“ | Der Ringwall bildet ein Ost-West gerichtetes Oval mit einer Größe (Innenraum) von 55 m × 40 m. Besteht aus Hauptwall mit einer Höhe von 1,20 m über Geländeoberkante, vorgelagertem Graben, der 30 cm in den Boden eingetieft ist, und einem Vorwall von 20 cm Höhe. Haupt- und Vorwall verlaufen in einem Abstand von 12 m parallel zueinander.      | 28904963 | BW   |
| 53° 52′ 33″ N, 8° 37′ 16″ O | Duhnen 2, Grabhügel (Twellberg)          | Durchmesser ca. 20 m und Höhe ca. 2,8 m. Auf der Kuppe eine Eintiefung von 4 m Dm. An den Seiten weitere alte Störungen erkennbar. | 28904100 |      |
| 53° 52′ 27″ N, 8° 37′ 27″ O | Duhnen 3, Grabhügel                      | Durchmesser ca. 9 m und Höhe ca. 0,7 m. Keine Beschädigungen, lediglich die Randbereiche sind stark abgeflacht. | 28904104 | BW   |
| 53° 52′ 33″ N, 8° 37′ 10″ O | Duhnen 82, Grabhügel                     | Durchmesser ca. 6 m und Höhe ca. 0,15 m. Stark verebnet. Im Gelände noch schwach erkennbar. | 28904992 | BW   |
| 53° 52′ 32″ N, 8° 37′ 9″ O  | Duhnen 83, Grabhügel                     | Durchmesser ca. 8 m und Höhe ca. 0,7 m. Im Gelände ist der Hügel als flache Erhebung erkennbar. | 45218683 | BW   |
| 53° 52′ 32″ N, 8° 37′ 11″ O | Duhnen 84, Grabhügel                     | Durchmesser ca. 6 m und Höhe ca. 0,3 m. Im Gelände noch schwach erkennbar. | 45218707 | BW   |
| 53° 52′ 32″ N, 8° 37′ 11″ O | Duhnen 85, Grabhügel                     | Durchmesser ca. 8 m und Höhe ca. 0,5 m. Im Gelände noch schwach erkennbar. | 42016930 | BW   |
| 53° 52′ 31″ N, 8° 37′ 13″ O | Duhnen 95, Grabhügel                     | Durchmesser ca. 12 m und Höhe ca. 1 m. Gestört, aus Heideplaggen aufgebaut, Zentrum ist durch neuzeitliche, mit Schutt verfüllte Eingrabung gestört. Dürfte jünger sein als die Ringwallanlage, in der er liegt. | 47388623 | BW   |
| 53° 52′ 34″ N, 8° 37′ 7″ O  | Duhnen 98, Wall                          | Das nördliche, noch auf 180 m Länge erkennbare Teilstück verläuft aus Nordwesten kommend auf den Ringwall zu und endet an seinem vorgelagerten Graben. Breite hier etwa 8 m, Höhe noch maximal 0,60 m. Das südlich gelegene Teilstück beginnt in einer Entfernung von 30 m vom Ringwall und verläuft auf einer Länge von 40 m in Richtung Südsüdwest. | 47398519 | BW   |
| 53° 52′ 6″ N, 8° 36′ 42″ O  | Duhnen 101, Grabhügel                    | Durchmesser ca. 19 m und Höhe ca. 1 m. Auf der Kuppe ist sehr schwach eine flache Vertiefung erkennbar. | 49765552 | BW   |

## Groden
| Lage                        | Bezeichnung     | Beschreibung | ID       | Bild |
| --------------------------- | --------------- | --- | -------- | ---- |
| 53° 50′ 14″ N, 8° 45′ 56″ O | Groden 3, Deich | Verlauf in der Gemarkung Groden begann 1 km östlich des Altenbrucher Hafens und verlief dann annähernd parallel zur heutigen Bahnlinie nach Westen. Über längere Strecken genau auf der Grenze zwischen den Gemarkungen Groden und Cuxhaven. Ursprüngliche Länge betrug 5.500 m. Der Deichverlauf setzte sich nach Nordwesten in der Gemarkung Cuxhaven fort und in Richtung Ostsüdost in der Gemarkung Altenbruch. Erhalten ist heute noch ein 120 m langes Teilstück westlich des Altenbrucher Hafens. Die Basisbreite des Deichkörpers beträgt hier 28 m, die Höhe 4 m. - Teilstück ID: 47584353 | 28904748 | BW   |
| 53° 49′ 26″ N, 8° 40′ 39″ O | Groden 5, Deich | Verläuft über 300 m vom Landwehrkanal zur Gemarkungsgrenze nach Altenbruch und parallel zur Gemarkungsgrenze nach Franzenburg. Basisbreite 8 m, Höhe 0,60 m. Es dürfte sich um eine sogenannte Sietwende handeln, die an ihrem östlichen Ende auf die Sietwende „Langen-Acker“ in der Gemarkung Altenbruch trifft. Am westlichen Ende ist keine Fortsetzung erkennbar. Heute mit Gras und Schilf bewachsen und mit einzelnen Erlen mit geringem und mittlerem Baumholz bestanden. | 28904749 | BW   |

## Holte-Spangen
| Lage                        | Bezeichnung                             | Beschreibung | ID       | Bild |
| --------------------------- | --------------------------------------- | --- | -------- | ---- |
| 53° 51′ 13″ N, 8° 38′ 23″ O | Holte-Spangen 1, Grabhügel              | Durchmesser ca. 20 m und Höhe ca. 2,8 m. Von Westen kommend ein Trampelpfad. Einige erkennbare Vertiefungen dürften von früheren Grabungen stammen. Insbesondere die Süd-Seite ist durch die landwirtschaftliche Nutzung des benachbarten Flurstücks beschädigt. | 28903872 | BW   |
| 53° 50′ 12″ N, 8° 38′ 38″ O | Holte-Spangen 28, Grabhügel             | Durchmesser ca. 14 m und Höhe ca. 0,9 m. | 28913646 | BW   |
| 53° 50′ 1″ N, 8° 38′ 0″ O   | Holte-Spangen 39, Grabhügel (Kahnstein) | Durchmesser ca. 20 m und Höhe ca. 1 m. Gestört. Im Südosten kleiner Bereich abgegraben. Im Zentrum eine Eingrabung sichtbar. | 28905121 | BW   |
| 53° 50′ 17″ N, 8° 37′ 50″ O | Holte-Spangen 50, Grabhügel             | Größe ca. 30 × 8 m und Höhe ca. 1 m. Langoval mit großflächiger Eingrabung in der Mitte. | 28904882 | BW   |
| 53° 50′ 14″ N, 8° 37′ 58″ O | Holte-Spangen 52, Grabhügel             | Größe ca. 16 × 14 m und Höhe ca. 1 m. Maße sind aufgrund der starken Störungen nur noch ungenau zu ermitteln. Im Zentrum ein großer Eingrabungstrichter. | 28904981 | BW   |
| 53° 50′ 13″ N, 8° 37′ 56″ O | Holte-Spangen 53, Grabhügel             | Durchmesser ca. 14 m und Höhe ca. 0,6 m. Im Zentrum ein großer Eingrabungstrichter. | 28904982 | BW   |

### Holte-Spangen 2
- ID: 45241424
- Grabhügelfeld.

| Lage                        | Bezeichnung      | Beschreibung | ID       | Bild |
| --------------------------- | ---------------- | --- | -------- | ---- |
| 53° 50′ 39″ N, 8° 37′ 56″ O | Holte-Spangen 11 | Größe ca. 15 × 13 m und Höhe ca. 1,2 m. Leicht rundoval. Insbesondere im Zentrum ist eine alte Eintiefung erkennbar. | 28904854 | BW   |
| 53° 50′ 37″ N, 8° 38′ 1″ O  | Holte-Spangen 14 | Durchmesser ca. 16 m und Höhe ca. 1,4 m. Stark gestört und Eingrabungen der älteren Untersuchungen sind noch deutlich erkennbar. | 28904862 | BW   |
| 53° 50′ 37″ N, 8° 38′ 3″ O  | Holte-Spangen 15 | Durchmesser ca. 20 m und Höhe ca. 1,5 m. Im Zentrum eine 1,5 m tiefe Eingrabung mit 7 m Durchmesser. Am südlichen Rand teilweise abgegraben. | 28904860 | BW   |
| 53° 50′ 36″ N, 8° 38′ 2″ O  | Holte-Spangen 16 | Durchmesser ca. 9 m und Höhe ca. 0,7 m. Stark gestört. Im Zentrum ein Eingrabungstrichter mit fast 3 m Durchmesser und 0,7 m Tiefe. Es sind noch letzte Reste des Randes vorhanden.                                                                 | 28904861 | BW   |
| 53° 50′ 36″ N, 8° 38′ 1″ O  | Holte-Spangen 17 | Größe ca. 16 × 14 m und Höhe ca. 1 m. Rundoval | 28904863 | BW   |
| 53° 50′ 35″ N, 8° 38′ 0″ O  | Holte-Spangen 18 | Durchmesser ca. 15 m und Höhe ca. 0,8 m. Im Zentrum ein Eingrabungstrichter von 6 m Durchmesser und 0,8 m Tiefe. | 28904356 | BW   |
| 53° 50′ 36″ N, 8° 38′ 0″ O  | Holte-Spangen 19 | Größe ca. 26 × 16 m und Höhe ca. 1,5 m. Es ist unklar, ob es sich um einen einzelnen langovalen Hügel handelt oder um zwei ineinander übergehende. Der südliche Teil ist höher und weist einen großen Eingrabungstrichter von 10 m Durchmesser auf. | 28904729 | BW   |

## Lüdingworth
| Lage                        | Bezeichnung                                        | Beschreibung | ID       | Bild |
| --------------------------- | -------------------------------------------------- | --- | -------- | ---- |
| 53° 47′ 22″ N, 8° 49′ 53″ O | Lüdingworth 1, Seewurt (Lüdingworth-Osterende-II)  | Größe ca. 250 × 150 m, Höhe über NN 4,5 m, über Gelände ca. 3,5 m. Annähernd oval. | 28905237 | BW   |
| 53° 47′ 19″ N, 8° 42′ 56″ O | Lüdingworth 3, Wurt (Kappelenwurt - Lüderskoop I)  | Durchmesser ca. 60 m, Höhe über Gelände ca. 1,4 m. Rund. An drei Seiten von Entwässerungsgraben umgeben. | 28905134 | BW   |
| 53° 47′ 23″ N, 8° 42′ 52″ O | Lüdingworth 4, Wurt (Kappelenwurt - Lüderskoop II) | Größe ca. 32 × 25 m, Höhe über Gelände ca. 1 m. | 28905135 | BW   |
| 53° 47′ 56″ N, 8° 45′ 32″ O | Lüdingworth 5, Kirchwurt                           | Durchmesser ca. 80 m, Höhe über Gelände ca. 3 m. | 28905136 | BW   |
| 53° 47′ 54″ N, 8° 45′ 39″ O | Lüdingworth 6, Wurt (Lüdingworth-Ortskern)         | Größe ca. 110 × 90 m, Höhe über NN 5 m, über Gelände ca. 3 m. Anlage vom 1. Jh. v. Chr. bis 5. Jh. n. Chr. besiedelt; eine spätere, im Mittelalter (etwa ab 8. Jh. n. Chr.) einsetzende Besiedlung ist im Randbereich nachgewiesen. | 28905137 | BW   |
| 53° 47′ 44″ N, 8° 46′ 17″ O | Lüdingworth 7, Wurt (Lüdingworth-Ortsrand)         | Größe ca. 180 × 120 m, Höhe über Gelände ca. 2,5 m. Teilbereiche an nördlicher Seite vermutlich durch Straßenbau zerstört. Durch frühere Nutzung als Ackerfläche zeigt die Oberfläche eine stark wellige, wölbackerartige Struktur. | 28905235 | BW   |
| 53° 47′ 24″ N, 8° 48′ 42″ O | Lüdingworth 8, Seewurt (Lüdingworth-Osterende-I)   | Größe ca. 250 × 190 m, Höhe Gelände ca. 3,2 m. Oval. Untersuchung ergab eine Datierung der Besiedlung vom 1. Jh. v. Chr. bis zum 5. Jh. n. Chr. | 28905236 | BW   |
| 53° 47′ 54″ N, 8° 47′ 10″ O | Lüdingworth 11, Deich                              | Deichlinie auf der Grenze zwischen den Gemarkungen Altenbruch und Lüdingworth lässt sich anhand der Kurhannoverschen Landesaufnahme über eine Länge von 10,7 km verfolgen. Im Gelände sichtbar ist der Deichkörper heute nur noch auf 2 km Länge ab der Straße „Am Altenwalder Bahnhof“ bis zur Autobahnauffahrt Altenwalde sowie eine kurze Strecke von ca. 200 m östlich der Autobahnauffahrt. Die Basisbreite liegt hier zwischen 5 und 6 m und die Höhe zwischen 0,4 und 0,8 m. Wird hier auf beiden Seiten von Gräben flankiert. Weiter östlich verläuft ein Weg auf der Deichlinie, durch den der Deichkörper verebnet wurde. - Teilstück ID: 47585385 | 28905361 | BW   |

## Sahlenburg
| Lage                        | Bezeichnung                           | Beschreibung | ID       | Bild |
| --------------------------- | ------------------------------------- | --- | -------- | ---- |
| 53° 52′ 6″ N, 8° 38′ 30″ O  | Sahlenburg 18, Burg                   | Bronzezeitlicher Grabhügel, der im Mittelalter aufgeschüttet und mit einem Trockengraben und Ringwall umgeben wurde. Die Ausmaße der Gesamtanlage betragen ca. 100 × 90 m. Der Wall ist zum Teil bereits stark verschliffen. In den noch besser erhaltenen Bereichen an der Ost-Seite beträgt seine Breite 12 m und die Höhe 2 m. Der runde Hügel hat einen Durchmesser von 60 m und erreicht eine Höhe von ca. 7 m. Die Errichtung der Burganlage erfolgte im späten Frühmittelalter. Der Hügel wurde bis in das 19. Jh. als Richtstätte genutzt. Burganlage archivalisch nicht überliefert. | 28905252 | BW   |
| 53° 52′ 5″ N, 8° 38′ 24″ O  | Sahlenburg 19, Grabhügel              | Durchmesser ca. 20 m und Höhe ca. 2 m. Insbesondere das Zentrum und die östliche Seite sind gestört. Trampelpfad. Insgesamt durch das Befahren mit Mountainbikes noch deutlich weniger in Mitleidenschaft gezogen worden, als der unmittelbar östlich liegende Grabhügel. | 28905379 | BW   |
| 53° 50′ 31″ N, 8° 37′ 16″ O | Sahlenburg 21, Grabhügel (Kahle Berg) | Durchmesser ca. 30 m und Höhe ca. 2 m. Scheint auf einer natürlichen Geländeerhebung errichtet zu sein. Im Zentrum eine alte, flache Eintiefung erkennbar. Auf dem Hügel ein moderner Vermessungspunkt sowie ein alter Grenzstein mit der Aufschrift „A.P.“. Ein deutlich ausgeprägter Trampelpfad. | 28904741 | BW   |
| 53° 50′ 36″ N, 8° 36′ 5″ O  | Sahlenburg 32, Grabhügel (Wolfsberg)  | Durchmesser ca. 16 m und Höhe ca. 1,2 m. Störungen nicht erkennbar. | 28904740 | BW   |
| 53° 51′ 22″ N, 8° 36′ 50″ O | Sahlenburg 40, Grabhügel              | Durchmesser ca. 12 m und Höhe ca. 1,2 m. Im Zentrum eine flache alte Eingrabung. | 45246287 | BW   |
| 53° 51′ 20″ N, 8° 36′ 52″ O | Sahlenburg 82, Grabhügel              | Durchmesser ca. 12 m und Höhe ca. 0,7 m. Zentral eine leichte Eintiefung. | 47450277 | BW   |

### Sahlenburg 5
- ID: 45245297
- Grabhügelfeld. Die Gruppe hatte aus mindestens zehn Hügeln bestanden, von denen zwei erst 2013 entdeckt wurden. Sieben sind noch im Gelände erkennbar.

| Lage                        | Bezeichnung   | Beschreibung | ID       | Bild |
| --------------------------- | ------------- | --- | -------- | ---- |
| 53° 51′ 12″ N, 8° 37′ 33″ O | Sahlenburg 5  | Durchmesser ca. 20 m und Höhe ca. 1 m. Sehr stark durch zahlreiche Eingrabungen gestört. Randbereiche durch Viehtritt abgeflacht.                                   | 28905360 | BW   |
| 53° 51′ 12″ N, 8° 37′ 28″ O | Sahlenburg 6  | Durchmesser ca. 18 m und Höhe ca. 1,4 m. Im Zentrum Ost-West verlaufend eine 12 m lange und 6 m breite Eintiefung, ca. 0,80 m tief. Rand scheint ungestört zu sein. | 28904629 | BW   |
| 53° 51′ 3″ N, 8° 37′ 23″ O  | Sahlenburg 7  | Durchmesser ca. 15 m und Höhe ca. 2 m. Im Zentrum eine Eingrabung von 2 m Durchmesser.                                                                              | 28904735 | BW   |
| 53° 51′ 4″ N, 8° 37′ 32″ O  | Sahlenburg 34 | Durchmesser ca. 15 m und Höhe ca. 1,2 m. Südlicher Rand wird durch Knickwall mit Graben gestört. Eingrabungen nicht erkennbar.                                      | 28904734 | BW   |
| 53° 51′ 8″ N, 8° 37′ 30″ O  | Sahlenburg 36 | Durchmesser ca. 16 m und Höhe ca. 0,9 m. Flache, größere Eintiefung erkennbar.                                                                                      | 28904634 | BW   |
| 53° 50′ 59″ N, 8° 37′ 37″ O | Sahlenburg 73 | Größe ca. 23 × 13 m und Höhe ca. 1 m. In der Mitte flache, ca. 20 cm tiefe Störung. Im östlichen Randbereich ein größerer Findling.                                 | 47357385 | BW   |
| 53° 50′ 59″ N, 8° 37′ 35″ O | Sahlenburg 74 | Durchmesser ca. 7 m und Höhe ca. 0,7 m. Nördlicher und südlicher Rand gestört, keine Eingrabung in der Mitte.                                                       | 47357517 | BW   |

### Sahlenburg 39
- ID: 47425565
- Grabhügelfeld. Der gesamte Bereich im Umfeld des Grabhügelfeldes ist stark durch Dünenbildung geprägt. Das Vorhandensein weiterer, bislang nicht erkannter Hügel kann deshalb nicht ausgeschlossen werden.

| Lage                        | Bezeichnung   | Beschreibung                                                                                                  | ID       | Bild |
| --------------------------- | ------------- | --- | -------- | ---- |
| 53° 51′ 27″ N, 8° 37′ 9″ O  | Sahlenburg 39 | Größe ca. 23 × 20 m.                                                                                          | 28905263 | BW   |
| 53° 51′ 29″ N, 8° 37′ 11″ O | Sahlenburg 79 | Durchmesser ca. 12 m und Höhe ca. 1 m. Von Südwest nach Nordost eine flache, längliche Eintiefung.            | 47425382 | BW   |
| 53° 51′ 26″ N, 8° 37′ 4″ O  | Sahlenburg 80 | Durchmesser ca. 17 m und Höhe ca. 1 m. Zwei ca. 40 cm tiefe Eingrabungen mit 1 bis 2 m Durchmesser erkennbar. | 47425391 | BW   |
| 53° 51′ 26″ N, 8° 37′ 12″ O | Sahlenburg 81 | Durchmesser ca. 15 m und Höhe ca. 1,2 m. Keine Eingrabungen erkennbar.                                        | 47425403 | BW   |